# Illieston House

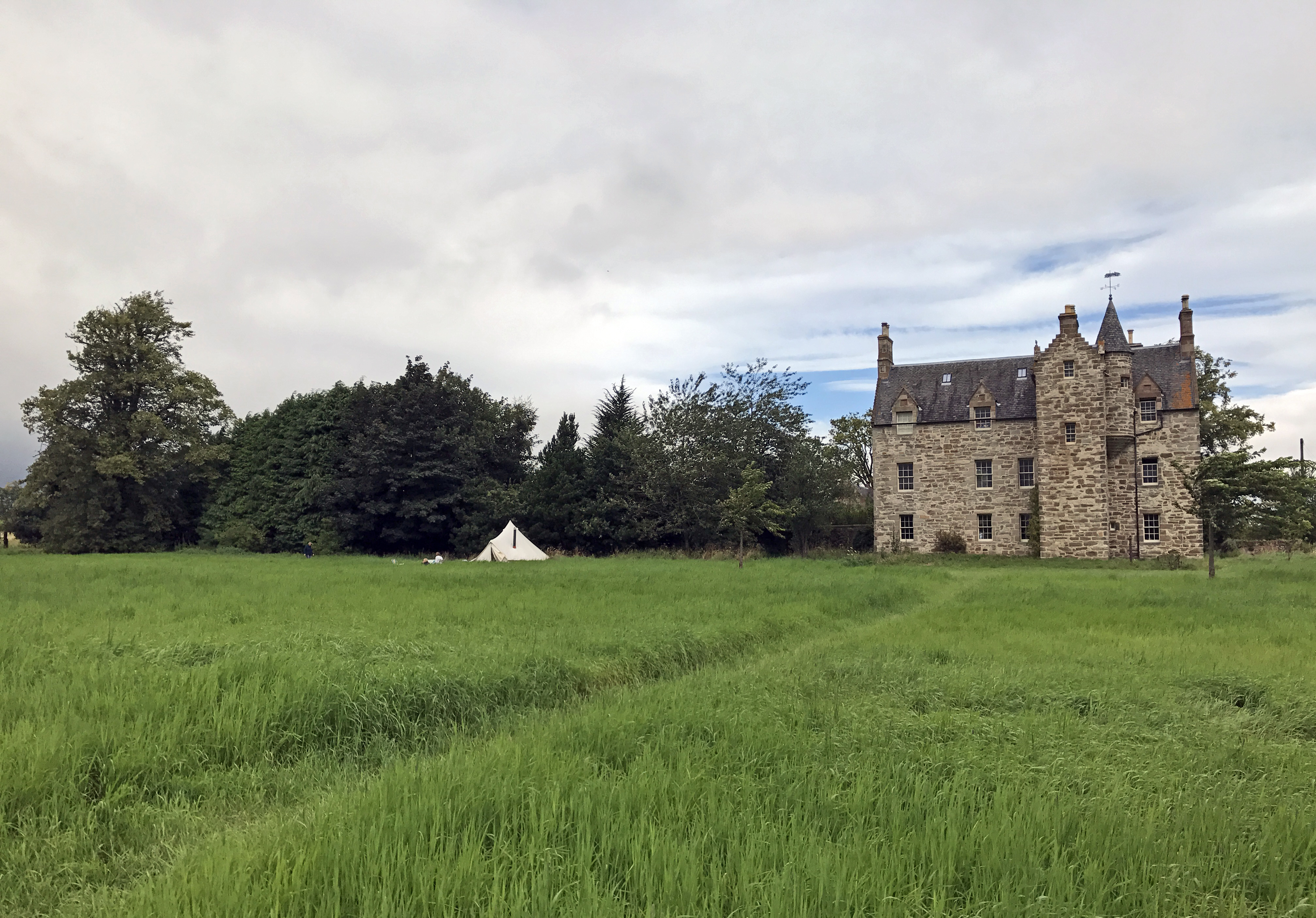
Vista del castillo y sus terrenos en 2017.

La Illieston House, también conocida como Illieston Castle, es un castillo situado en West Lothian, Escocia, junto al río Almond, cerca de Broxburn. Fue construido alrededor de 1600 y presenta un diseño de planta en T con buhardillas a dos aguas y una torre de escaleras. A lo largo de su historia, sufrió modificaciones y restauraciones, incluidas adiciones como una nueva ala de cocina y comodidades interiores modernas. Ha cambiado de propietario varias veces y fue renovado en 1856 por el arquitecto William Burn y sometido a modernización en el siglo XXI. Catalogado como edificio de categoría B en 1971, atrajo la atención de los medios por su venta en 2018.

## Descripción
Originalmente, el castillo tenía un diseño de planta en T, de 2 plantas de altura, con ático, techo de pizarra y un ala adicional para la cocina que desde entonces ha sido demolida. Tiene buhardillas a dos aguas y una torre de escaleras en el lado sur que recorre toda la altura del edificio principal. Hay una torre-escalera en voladizo adicional desde el segundo piso que conduce a una cámara de vigilancia en la parte superior de la torre de la escalera principal.
El interior moderno incluye cuatro dormitorios y tres salas de recepción en tres niveles, además de un 2,8 por 2,65 metros (3,1 por 2,9 yd) habitación dentro de la torreta. Una nueva ala de cocina incluye un lavadero independiente y un pequeño vestíbulo, junto a un jardín amurallado. El castillo dispone también de una caldera de biomasa.

## Historia

### Orígenes hasta elsigloXVIII
Se dice que los reyes Estuardo, Jacobo II y Jacobo IV, tenían un pabellón de caza en Illieston. El castillo fue construido en las laderas del río Almond alrededor del año 1600. Fue adquirido por John Ellis en 1663 o 1664, quien añadió una puerta de entrada con sus iniciales inscritas en 1665. El nombre Illieston puede ser una variación del nombre Elliston.
El abogado del siglo XVII John Lauder de Fountainhall describió la casa en 1668, refiriéndose a ella como «Hyliston». Menciona que la familia Hamilton eran los dueños anteriores. Habían sido católicos y tenían una cámara para sacerdote. La casa era de construcción robusta, con una cocina en la planta baja y un vestíbulo en el primer piso cubierto de tapices. Lauder escuchó que Jacobo VI de Escocia había adelantado 20 000 merks para el costo de construcción de la casa, ya que le convenía su caza en el cercano páramo de Drumshorling. Algunas de las contraventanas tenían fechas talladas de 1613 o 1614.
John Ellis había obtenido su primera carta de Illieston durante los años del Interregno inglés, por lo que la familia Hamilton pudo reclamar la propiedad nuevamente bajo las leyes feudales escocesas de no entrada, que permitían a un propietario tomar posesión de la tierra si el inquilino murió sin heredero o si el heredero no reclamó su derecho a la tierra dentro de un plazo determinado. Según John Lauder, el yerno de John Ellis, el abogado y autor James Anderson, ayudó a los Hamilton a recuperar la propiedad por «lucro deshonesto» después de que el heredero de Ellis muriera en 1686. El castillo pasó de nuevo a la familia Hamilton en 1693, y a James Hope-Johnstone, tercer conde de Hopetoun en 1765.
En julio de 1697, se informó que la esposa de Lumsden de Innergellie, junto con algunas otras personas, irrumpieron en la casa, rompieron ventanas y puertas y soltaron ganado para causar más daños. Fue juzgada en agosto de ese año, pero no compareció. A dos de sus cómplices se les ordenó pagar cien libras escocesas como indemnización por daños y perjuicios y que ella «sea confinada (si la atrapan) hasta que se pague esa suma».

### SigloXIXalXXI
Illieston House cayó en el abandono, pero fue restaurada por el arquitecto William Burn alrededor de 1856.
En 1950, la familia Brownlee la compró para utilizarla como residencia privada y, en 2017, todavía cultivaban las tierras circundantes. En 1971 se convirtió en un edificio catalogado de categoría B, lo que le proporcionó protección legal. El edificio fue adquirido en 2007 por Nicholas Schellenber, quien lo modernizó. Schellenber también experimentó con paneles solares. Parte de ella se alquiló en Airbnb y luego se puso a la venta en 2018, lo que atrajo la atención de los medios como una de las propiedades más caras de West Lothian en los últimos años. Se vendió por £ 890 000 en 2019 (equivalente a £ 939923 actualmente) que incluyen aproximadamente 20 acres (8,1 ha) de tierra y chozos separados.

## Lectura adicional
- Coventry, Martin (2008). Castles of the Clans : The strongholds and seats of 750 Scottish families and clans. Musselburgh, Escocia: Goblinshead. pp. 182, 281, 458. ISBN 978-1-899874-36-1.